# Папский мажордом
Папский мажордом или главный управляющий Папского Дома — являлся одним из трёх (ранее четырёх) палатинских прелатов (лат. prelati palatini).
Папский мажордом также принадлежал к четырём "прелатам Фьокетто", названных так потому, что они имели право на украшение упряжки их лошадей фиолетовыми и переливчато-синими плюмажами. Четырьмя прелатами Фьокетто были, в первую очередь, губернатор Рима, в своём качестве вице-камерленго, после него аудитор и казначей Апостольской Палаты, а потом уже идёт мажордом.